# Ferganocephale
Ferganocephale ("hlava z provincie Fergana") byl rod ptakopánvého dinosaura z kladu Neornithischia, který žil v období střední jury (asi před 163 miliony let) na území dnešního Kyrgyzstánu. Typový druh F. adenticulatum byl formálně popsán v roce 2005 ruským paleontologem Alexandrem Averjanovem a jeho dvěma kolegy.

## Objev
Fosilie dinosaura sestávají pouze z izolovaných fosilních zubů, objevených v sedimentech jurského stáří (stupeň kelloway, asi před 166 až 163 miliony let) z provincie Fergana v Kyrgyzstánu. Holotyp nese označení ZIN PH 34/42 a jedná se o dobře zachovaný (erozí neponičený) zub. Rodové jméno dinosaura odkazuje k místu objevu, druhové adenticulatus znamená "bez vroubkování (na zubech)".
Ve stejném souvrství žil také teropod druhu Alpkarakush kyrgyzicus, formálně popsaný roku 2024.

## Klasifikace
Zkameněliny tohoto dinosaura byly původně označeny za fosilie nejstaršího známého pachycefalosaura, tedy zástupce skupiny Pachycephalosauria. V roce 2006 však odborník na tuto skupinu Robert M. Sullivan publikoval práci, z níž vyplývá, že se o pachycefalosaura s velkou mírou pravděpodobnosti nejednalo. Vzhledem k absenci anatomických znaků, příslušejících kladu Pachycephalosauria označil Sullivan ferganosaura za nomen dubium (pochybné jméno). Fosilní materiál je podle jeho názoru příliš nekompletní, aby umožnil jakékoliv přesnější zařazení svého původce.